# Century Child
Century Child es un álbum del grupo de metal finlandés Nightwish. Es su cuarto álbum, publicado en el año 2002, es el primer álbum con el bajista Marco Hietala, anteriormente miembro del grupo Sinergy, quien también hace voces, reemplazando a Sami Vänskä. Century Child incluye canciones que tocan una gran variedad de temas y pensamientos en sus letras, desde la furia (en Slaying the dreamer) hasta el más completo romanticismo (en Forever yours).
El disco también tiene la particularidad de incluir una versión de "El Fantasma de la Ópera" (The Phantom of the Opera), originalmente escrita por Andrew Lloyd Webber para Sarah Brightman y Michael Crawford. Esta obra también fue versionada por bandas del mundo del Gothic metal como Dreams of Sanity, Lacrimosa y Anabantha (siendo la versión de este último en español).
El álbum fue doble platino en Finlandia con más de 60.000 copias vendidas, el segundo más vendido en Finlandia en el año 2002. Hoy en día, Century Child ha vendido más de 90.000 copias solo en Finlandia. Y a nivel mundial vendió más de 350.000 ejemplares entre 2002 y 2003.

## Lista de canciones
|     | Título                                                                                          | Escrito por                    | Duración |
| --- | ----------------------------------------------------------------------------------------------- | ------------------------------ | -------- |
| 1.  | Bless the Child (feat. Sam Hardwick)                                                            | Holopainen                     | 6:12     |
| 2.  | End of All Hope                                                                                 | Holopainen                     | 3:54     |
| 3.  | Dead to the World                                                                               | Holopainen                     | 4:19     |
| 4.  | Ever Dream                                                                                      | Holopainen                     | 4:43     |
| 5.  | Slaying the Dreamer                                                                             | Holopainen & Vuorinen          | 4:31     |
| 6.  | Forever Yours                                                                                   | Holopainen                     | 3:51     |
| 7.  | Ocean Soul                                                                                      | Holopainen                     | 4:14     |
| 8.  | Feel for You                                                                                    | Holopainen                     | 3:54     |
| 9.  | The Phantom of the Opera                                                                        | Andrew Lloyd Webber            | 4:09     |
| 10. | Beauty of the Beast (Long Lost Love - One More Night to Live - Christabel) (feat. Sam Hardwick) | Holopainen, Hietala & Vuorinen | 10:22    |
| 11. | The Wayfarer (Bonus Track)                                                                      | Holopainen                     | 3:22     |
| 12. | Lagoon (Bonus Track)                                                                            | Holopainen                     | 3:45     |

## Miembros
- Tarja Turunen – Vocalista
- Emppu Vuorinen – Guitarra
- Marco Hietala – Bajo y vocalista
- Tuomas Holopainen – Teclado
- Jukka Nevalainen – Batería

Invitados:
- Sam Hardwick - Vocalista
- Kristiina Ilmonen - Tin Whistle
- Joensuu City Orchestra - Orquesta
- St. Thomas chorus of Helsinki - Coro
- GME choir - Coro

## Posicionamiento
| País            | Gráfica (2002)       | Pico posiciones |
| --------------- | -------------------- | --------------- |
| Alemania        | Media Control Charts | 5               |
| Austria         | Top 40 Albums        | 15              |
| Finlandia       | Finnish Albums Chart | 1               |
| Francia         | French Albums Chart  | 32              |
| Noruega         | VG-lista             | 19              |
| Países Bajos    | MegaCharts           | 41              |
| República Checa | Czech Albums Chart   | 66              |
| Suecia          | Svensktoppen         | 53              |
| Suiza           | Swiss Top 100 Albums | 50              |
| País            | Gráfica (2004)       | Pico posiciones |
| Noruega         | VG-lista             | 37              |
| Suecia          | Svensktoppen         | 39              |
| País            | Parada (2009)        | Pico posiciones |
| Suecia          | Svensktoppen         | 57              |